# Scrancia tinnunculus
Scrancia tinnunculus är en fjärilsart som beskrevs av Sergius G. Kiriakoff 1967. Scrancia tinnunculus ingår i släktet Scrancia och familjen tandspinnare. Inga underarter finns listade.